# 谷岡久美
谷冈久美（1974年8月29日－）是日本电子游戏作曲家与音乐家。谷冈出生于日本广岛，从神户大学拿到音乐表演学位后，于1998年开始电子游戏作曲工作。她同年加入电子游戏开发发行商史克威尔（今史克威尔艾尼克斯），直到2010年离开公司成为自由作曲家时，她为超过15个游戏创作。她以为史克威尔艾尼克斯的最终幻想水晶编年史系列谱曲而知名。谷冈使用一种叫“世界音乐”风格，即她将世界各地的乐器结合为有凝聚力的声音。她还喜欢将钢琴音乐融入她的原声，并多由她亲自演奏，她还加入洋葱之星——由史克威尔艾尼克斯作曲家组成，聚焦于《最终幻想XI》音乐编曲的音乐团体——并独立参与各种音乐会演出，比如2011年的“《最终幻想XI》主题VanaCon”。

## 传记

### 早年生活
谷冈1974年出生于日本广岛。她在校期间学习音乐和作曲，并因弟弟是游戏玩家而喜欢电子游戏音乐。在作曲家中她开始熟悉史克威尔雇员崎元仁、植松伸夫和伊藤贤治。她那时最喜欢的古典作曲家是皮特·帕拉契尼和上原广美。谷冈在神户大学学习音乐并加入合唱队。她获得了音乐表演学位。虽然她计划以音乐表演为职业，但大学期间她较之于表演开始对作曲更感兴趣，而因为童年经历，她又感兴趣于电子游戏作曲。毕业之后，她在1998年以作曲家身份进入史克威尔（现史克威尔艾尼克斯）。

### 职业生涯
她最早与泉谷雅树合作，为Steel Hearts 1998年的《堕落天使》原声配乐。同年她加入史克威尔，并为该公司创作了首个原声，陆行鸟系列的《陆行鸟不可思议迷宫2》；合作者为川上泰广、关户刚和伊藤贤治。她第二部作品，也是她首个独立谱曲原声，是图版电子游戏《骰子陆行鸟》。她之后两年又为另外两部游戏谱曲，即和关户刚和福井健一郎合作的《全明星职业摔角》，以及独立谱曲的《蓝天之翼》。她首个重要的谱曲职务是在2002年，她是《最终幻想XI》三名谱曲者的一员；不过她只为全部游戏扩展包中创作了一首音乐。在扩展包发行期间，她就爱入了洋葱之星——史克威尔艾尼克斯作曲者组建，编曲并演奏《最终幻想XI》音乐的乐团。乐团发行了两张专辑。
在《最终幻想XI》发行后，谷冈回到陆行鸟系列，为《骰子陆行鸟》重制版《陆行鸟大陆 骰子游戏》原声编曲。不过之后，她为《最终幻想水晶编年史》原声谱曲，之后她又为系列其他五款游戏谱写原声。此外他还创作了《代码世纪 指挥官 ～继承者与被继承者～》、《代码世纪Brawls》、《仙女计划》和《陆行鸟不思议迷宫 忘却时间的迷宫》的原声。继福井健一郎、仲野顺也和滨涡正志之后，谷冈也在2010年2月28日宣布她离开史克威尔艾尼克斯；他与仲野等许多作曲家加入音乐团体遊音團（ゲ音団）。2011年他成为Ringmasters——非排他性全球艺术家与作曲家组织——的创会会员之一，但他后来离开了团体。她在2011年为iOS互动故事书《白雪公主》、《丑小鸭》、《汉泽尔与格蕾太尔》谱写了音乐，之后她在2012年8月成立了自己的独立公司Riquismo。Riquismo并非完全工作室，谷冈继续独立工作。她曾称她决定成为自由作曲家，因为她希望创作更广泛的主题。自建立公司以来她为《仙境传说奥德赛》和《MA.YU.MO.RI》谱写音乐。

## 影响
和编号最终幻想游戏的原声不同，水晶编年史和陆行鸟的原声曲目从未出现在任何史克威尔艾尼克斯合辑专辑中。两系列的歌曲也未在任何官方最终幻想音乐会上演出，不过在2006年11月26日荷兰乌特勒支举办的首场Games in Concert中，演出了《水晶编年史》的《Morning Sky》。歌曲由After Forever乐团的弗罗·扬森和大都会管弦乐团演奏。

## 音乐风格与所受影响

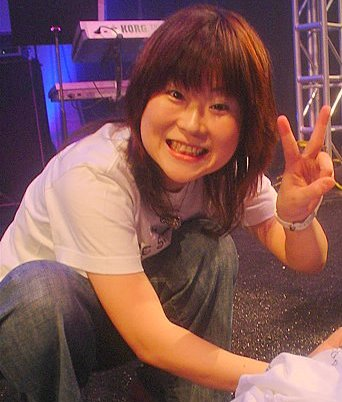
一场洋葱之星演出中的谷冈久美

谷冈久美的标志性风格是“世界音乐”，这特别是体现在水晶编年史游戏中。她称《最终幻想水晶编年史》原声的音乐风格以“古乐器”为基础。原声大量使用竖笛、双簧弯管、鲁特琴等中世纪和文艺复兴乐器，来创作独特的乡村感觉，并遵循中世纪音乐的做法与风格。她称在看着游戏世界插图时就会有灵感，这给了她创作“世界音乐”的灵感，世界音乐曲目“不会受限于一个村庄或一种文化”。她认为，特定的乐器不一定要和特定地理区域绑在一起，比如她想看到印第安乐器与凯尔特乐器如何同奏。
在《命运之环》的原生中，谷冈尝试集中于“创作包含同样气氛的景观”。她再次以同样的“民族风俗”乐器谱写《时之回声》原声。谷冈久美还以钢琴演奏了《命运之环》原声。她亲自演奏而非像大多最终幻想原声那样请外部演奏者，主因她“喜欢弹钢琴”，她没有使用任何乐谱而是更喜欢即兴发挥。她在儿童时期接受大量钢琴课教育，并将钢琴和合唱音乐视为对她影响最大的音乐风格。她还称其英语也受到各种文化的影响，比如印度尼西亚、爱尔兰和巴厘音乐。谷冈在数场现场音乐会上演出，包括2011年的《最终幻想XI》主题VanaCon；她喜欢现场演出，因为她感觉这将她和听众对她音乐的反映连接了起来，而非作曲那样只能想象听众对她音乐的反应。

## 音乐作品
- 堕落天使（日语：堕落天使）（1998）－与泉谷雅树合作
- 陆行鸟的不思议迷宫2（1998） – 与川上泰广、关户刚、伊藤贤治合作
- 骰子de陆行鸟（1999）
- 全明星职业摔角（2000） –与关户刚、福井健一郎合作
- 蓝翼战机（2001）
- 最终幻想XI（2002） – 与水田直志、植松伸夫合作
- 陆行鸟大陆 骰子游戏（2002）
- 最终幻想水晶编年史（2003） –与岩崎英则合作
- 代码世纪 指挥官 ～继承者与被继承者～（2005） – 与山中康央合作
- 代码世纪Brawls（2006）
- 仙女计划（2006） – 与仲野顺也、福井健一郎、Takahiro Nishi、Keigo Ozaki合作
- 最終幻想水晶編年史 命運之輪（2007）
- 陆行鸟不思议迷宫 忘却时间的迷宫（2008）－与水田直志、仲野顺也、滨涡正志、伊藤贤治、川岛爱、Yuzo Takahashi合作
- 小小国王与约定之国 最终幻想水晶编年史（2008）
- 最终幻想水晶编年史 时之回声（2009）
- 光与暗的公主和征服世界之塔 最终幻想水晶编年史（2009）
- 最终幻想水晶编年史 水晶持有者（2009）－与岩崎英则、山崎良合作
- 马里奥大运动会（2010）－与祖坚正庆合作
- 白雪公主（2011）
- 丑小鸭（2011）
- 汉泽尔与格蕾太尔（2011）
- 仙境传说奥德赛（2012）
- MA.YU.MO.RI（2013）
- 任天堂明星大亂鬥3DS/Wii U（2014）–與其他幾個人協議
- Kakuriyo no Mon（2015）–（只作"神代より伝わりし伝承"）
- Airship Q（2015）
- Super Smash Bros. Ultimate（2018）–與其他幾個人安排
- Hyrule Warriors： Age of Calamity（2020）–與其他幾個人安排
- Minecraft：Caves & Cliffs（2021）-與Lena Raine
- Minecraft：Tricky Trials（2024）-與Aaron Cherof和Lena Raine